# Prutová konstrukce

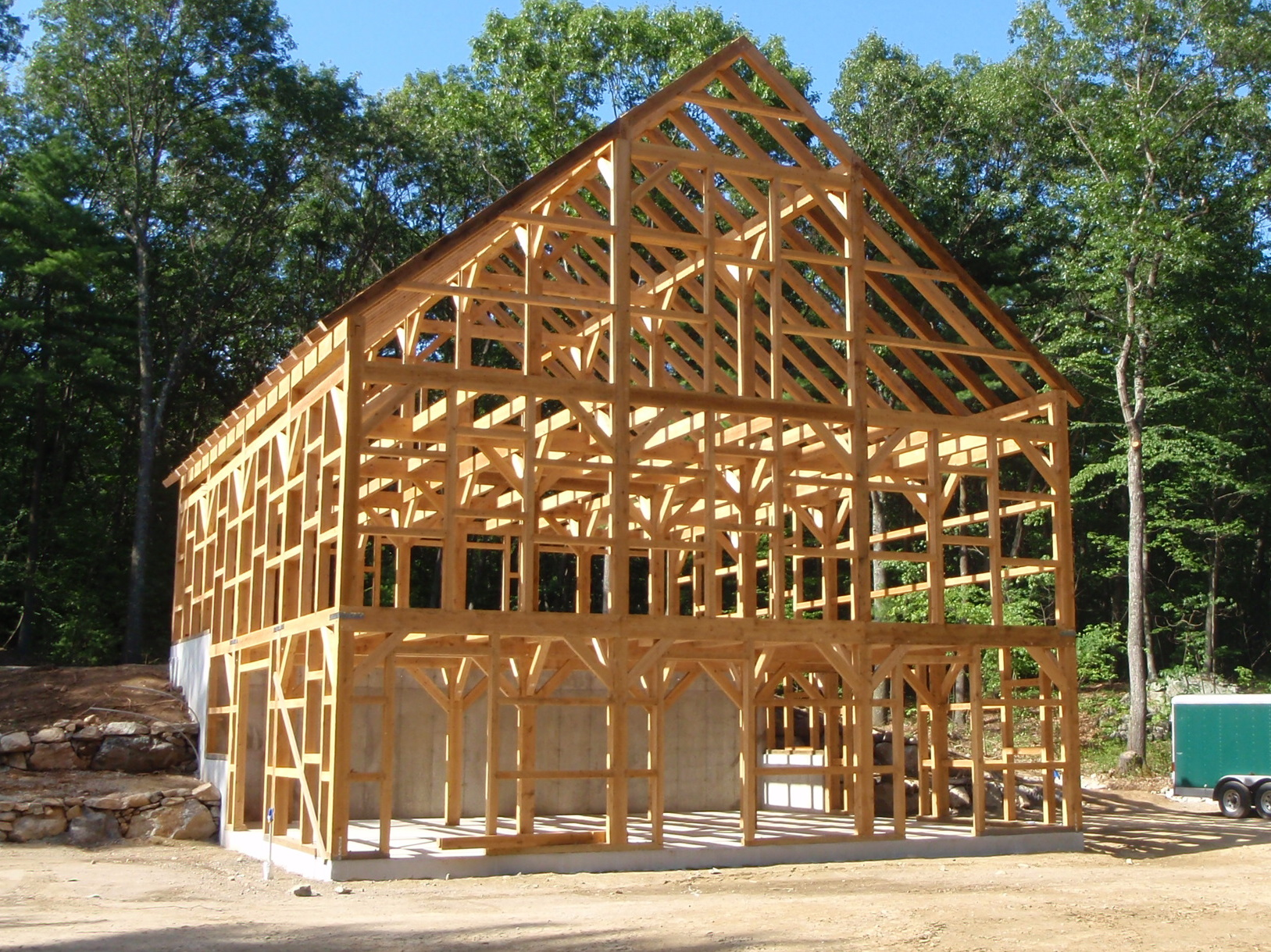
Prostorová prutová konstrukce dřevostavby stájí.

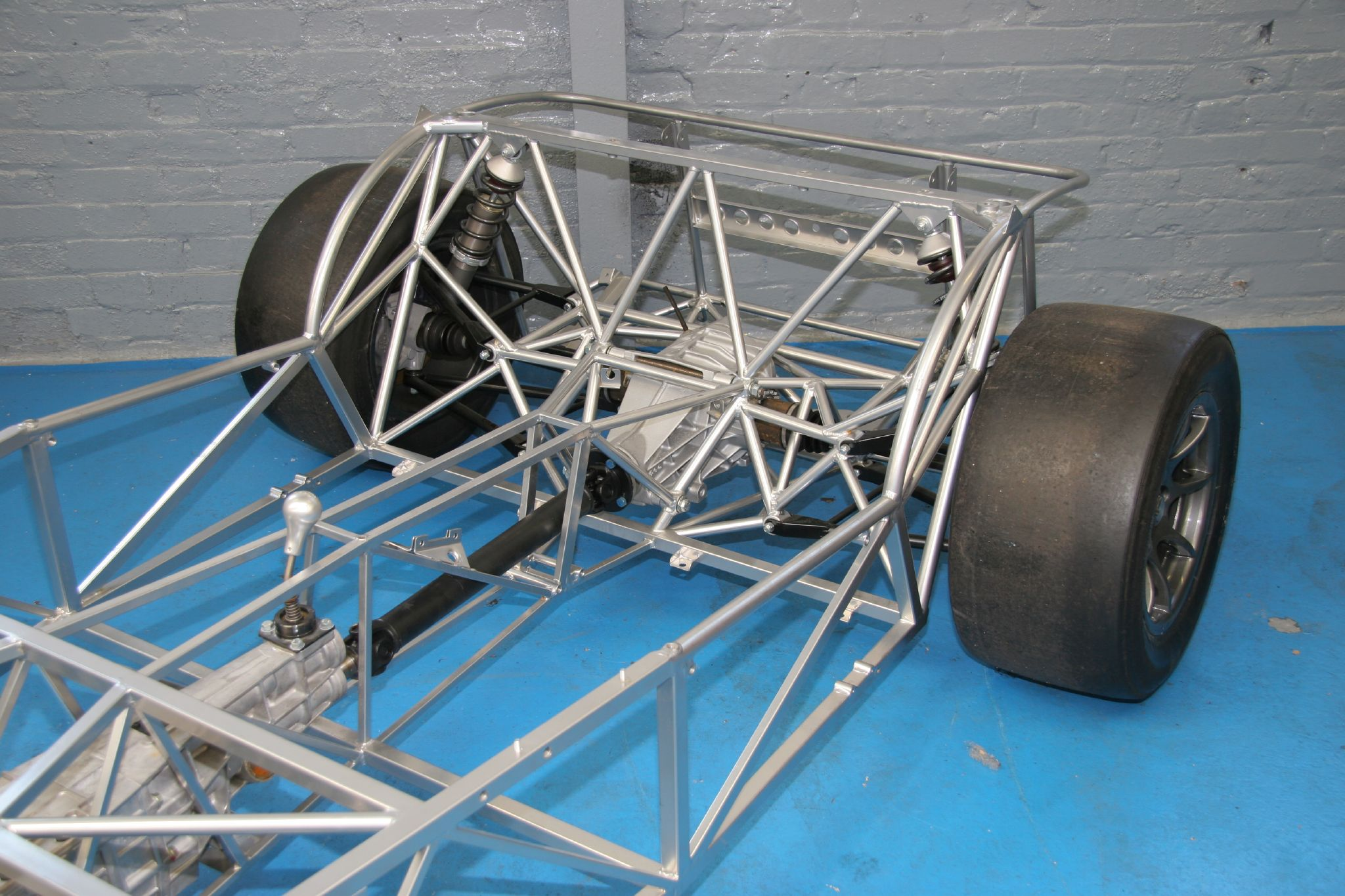
Prostorová prutová konstrukce rámu závodního vozu.

Prutová konstrukce nebo  prutová soustava je nejpoužívanějším typem nosné konstrukce ve stavební i technické praxi. Je tvořena nejjednoduššími konstrukčními prvky – pruty, u nichž jeden délkový rozměr l výrazně převládá nad rozměry příčnými d a h. Konce prutu a spojnice dvou nebo více prutů v bodě se nazývají styčníky. Pokud jsou spojení prutů ve styčnících tuhá, nazýváme takovou konstrukci rámem. Jestliže jsou styčníky kloubové, tzn. že umožňují volné pootočení, jedná se o kloubovou prutovou soustavu – příhradovou konstrukci. Obecně lze prutové soustavy rozlišit na rovinné a prostorové. Soustavu lze považovat za rovinnou, jestliže střednice všech prutů, daná zatížení, reakce vnitřních i vnějších vazeb a jedna z centrálních os setrvačnosti každého průřezu prutu soustavy leží v jedné rovině. V případě prostorové prutové soustavy neleží střednice prutů, zatížení a reakce vazeb v jedné rovině.

## Analýza prutových konstrukcí
Analýzu prutových konstrukcí lze provádět podle dvou základních přístupů, a to podle závislosti mezi zatěžujícími silami a deformacemi prutu. Pokud platí závislost lineární (vždy jako idealizace skutečnosti), tedy Hookeův zákon, jedná se o analýzu lineární – pružnostní. Pokud uvažujeme úlohy geometricky a fyzikálně nelineární, tzn. že Hookeův zákon neplatí nebo platí jen částečně, jedná se o analýzu nelineární – plastickou či pružnoplastickou/tuhoplastickou.
Staticky určité prutové konstrukce lze analyzovat podle tzv. teorie 1. řádu, kdy statické podmínky rovnováhy sil posuzujeme na nepřetvořené konstrukci. Staticky neurčité konstrukce je třeba řešit podle teorie 2. řádu, kdy uvažujeme rovnováhu sil na deformované prutové konstrukci a respektujeme vliv posunutí a pootočení průřezů na velikost silových veličin.